# Pescaras Grand Prix
Pescaras Grand Prix var en formel 1-deltävling som kördes på Pescara Grand Prix Circuit i Italien några säsonger under 1950-talet. Endast deltävlingen säsongen 1957 ingick i mästerskapet. 1957 dog också 9 åskådare i en crash.
Pescara Grand Prix Circuit, som mätte drygt 25 km, är den längsta bana som någonsin använts för formel 1. Banan är numera nedlagd.

## Vinnare Pescaras Grand Prix
| Säsong | Förare                | Tillverkare |
| ------ | --------------------- | ----------- |
| 1957   | Stirling Moss         | Vanwall     |
| 1954   | Luigi Musso           | Maserati    |
| 1951   | José Froilán González | Ferrari     |
| 1950   | Juan Manuel Fangio    | Alfa Romeo  |